# Winterborne Clenston
Winterborne Clenston is een civil parish in het bestuurlijke gebied North Dorset, in het Engelse graafschap Dorset. In 2001 telde het dorp 46 inwoners.